# 노윤서
노윤서(2000년 1월 25일~)는 대한민국의 배우이자 모델이다. 2018년부터 미미박스, 에뛰드 광고 모델로 활약하였으며 2022년 tvN 드라마 《우리들의 블루스》를 통해 데뷔했다.

## 학력
- 서울잠전초등학교 (졸업)
- 정신여자중학교 (졸업)
- 선화예술고등학교 미술학과 (졸업)
- 이화여자대학교 조형예술학부 서양화전공 (학사)

## 출연 작품

### 드라마
| 연도 | 방송사  | 제목                 | 역할   | 비고            |
| ---- | ------- | -------------------- | ------ | --------------- |
| 2022 | tvN     | 우리들의 블루스      | 방영주 | 20부작          |
| 2023 | tvN     | 일타 스캔들          | 남해이 | 16부작          |
| 2023 | Netflix | 택배기사             | 정슬아 | 6부작           |
| 2024 | Netflix | 아무도 없는 숲속에서 | 전의선 | 8부작, 특별출연 |
| 2024 | tvN     | 엄마친구아들         | 노윤서 | 특별출연        |
| 미정 | Netflix | 지금 우리 학교는 2   |        |                 |
| 미정 | Netflix | 동궁                 | 생강   |                 |

### 영화
| 연도 | 제목        | 역할   | 감독           | 비고 |
| ---- | ----------- | ------ | -------------- | ---- |
| 2022 | 20세기 소녀 | 연두   | 방우리         |      |
| 2024 | 청설        | 서여름 | 조선호         |      |
| 2025 | 폭설        | 소녀   | 홍의정, 박선우 |      |

### 뮤직비디오
| 연도 | 가수 | 제목         | 참고 |
| ---- | ---- | ------------ | ---- |
| 2022 | 지코 | 괴짜 (Freak) |      |

### 광고
- 대성마이맥
- 2024년 파리바게뜨
- 2025년 버거킹

## 방송
- 2023년, 2024년 SBS 《런닝맨》 - 게스트 (2023년 3월 12일, 2024년 11월 3일 방송분 출연)

## 수상 및 후보
| 연도 | 시상식                             | 부문                     | 작품            | 결과 |
| ---- | ---------------------------------- | ------------------------ | --------------- | ---- |
| 2022 | 제8회 에이판 스타 어워즈           | 여자 신인연기상          | 우리들의 블루스 | 후보 |
| 2022 | 제8회 마리끌레르 아시아스타어워즈  | 라이징 스타상            | 우리들의 블루스 | 수상 |
| 2023 | 제59회 백상예술대상                | TV부문 여자 신인연기상   | 일타 스캔들     | 수상 |
| 2023 | 2023 브랜드 고객충성도 대상        | 여자배우(신인)           | 일타 스캔들     | 수상 |
| 2023 | 펀덱스 어워드 2023                 | TV드라마 조연 우수상     | 일타 스캔들     | 수상 |
| 2024 | 제10회 마리끌레르 아시아스타어워즈 | 페이스 오브 아시아상     | 빈칸            | 수상 |
| 2025 | 2025 대한민국 퍼스트브랜드 대상    | 여자배우(핫트렌드)       | 빈칸            | 수상 |
| 2025 | 제61회 백상예술대상                | 영화부문 여자 신인연기상 | 청설            | 수상 |